# Бауэр, Евгений Францевич
Евге́ний Фра́нцевич Ба́уэр (22 января 1865 — 22 июня 1917) — русский режиссёр немого кино, театральный художник и сценарист. Его режиссёрские работы оказали большое влияние на эстетику российского кинематографа начала XX века.

## Биография
Евгений Бауэр родился в 1865 году в Москве в семье обрусевшего чеха музыканта Франца Бауэра и оперной певицы. Автор книги «Операторы и режиссёры русского игрового кино» и исследователь биографии Бауэра В. М. Короткий приводит иную дату и место рождения — 7 января 1867 года в Петербурге. С детства проявлял артистизм, участвовал в любительских постановках (его сёстры были профессиональными актрисами).
В 1887 году окончил Московское училище живописи, ваяния и зодчества. Сменил много профессий — работал художником-карикатуристом, сочинял сатирические заметки для прессы. В дальнейшем проявил себя как мастер художественной фотографии, а перейдя работать в театр — как постановщик, импресарио и, в первую очередь, профессионал в области сценографии. В 1890-х годах он женится на актрисе и танцовщице Лине Анчаровой (в годы Первой мировой войны он использовал её фамилию для своего псевдонима «Евгений Анчаров», так как его собственная фамилия звучала слишком «по-немецки»).
В 1903 году Бауэр неуспешно пытается стать антрепренёром: «Новый Театр-буффо и сад Бауэра» был открыт на месте сада «Эрмитаж» на Божедомке в мае и прогорел к августу.
Работает декоратором в театре «Эрмитаж» Я. В. Щукина. Весной 1910 года Бауэр, будучи увлечён модой того времени — аэропланами, собирается стать пилотом и даже приобретает с этой целью самолёт Фарман-IV.
Уже в зрелые годы обращается к кинематографу и начинает работать как художник-постановщик и режиссёр. Первая работа в кино — заказ на создание декораций для фильма «Трёхсотлетие дома Романовых» (1913, Торговый дом Дранкова). В качестве постановщика Бауэр создаёт для компании Дранкова четыре фильма. Московское отделение французской компании «Братья Патэ» замечает и переманивает к себе перспективного постановщика. Бауэр ставит для компании «Патэ» четыре фильма. Затем он окончательно переходит на работу в Торговый дом Ханжонкова — в то время уже безусловного лидера русской кинопромышленности.
С конца 1913 до начала 1917 года Бауэр ставит более 80 фильмов, из которых на сегодняшний день сохранилось менее половины. Работает в основном в жанрах социальной и психологической драмы (хотя среди его фильмов были и комедии), достигая постановочных вершин в фильмах «Грёзы», «После смерти» (оба — 1915), «Жизнь за жизнь» (1916), «Революционер» (1917). Он работал с ведущими актёрами российского немого кино, в том числе с Иваном Мозжухиным, Верой Холодной, Витольдом Полонским, Иваном Перестиани, Верой Каралли и другими.
В 1917 году вместе с основным штатом ателье Ханжонкова перебрался на новую студийную базу в Ялте, где поставил киноленту «За счастьем» с молодым актёром Львом Кулешовым (впоследствии известным режиссёром и теоретиком кино). На съёмках Бауэр сломал ногу и был вынужден работать над своим следующим фильмом «Король Парижа», сидя в кресле-каталке. Однако закончить эту картину Евгений Бауэр не смог из-за осложнений, вызванных пневмонией: 22 июня (9 июня по старому стилю) 1917 года он скоропостижно скончался в ялтинской больнице. Его последний фильм был закончен актрисой Ольгой Рахмановой.

## Значение и влияние
Считается выдающимся стилистом российского немого кино, уделявшим основное внимание изобразительной стороне фильма, мастером психологической драмы, одним из первых русских режиссёров, разработавших художественные средства игрового кино: монтаж, мизансцены и композицию кадра. В работе над своими фильмами Бауэр широко использовал свой театральный опыт, временами достигая результатов, которые предвосхищали многие будущие достижения кино. Стал первым продумывать установку света на съёмочной площадке и изменение освещения во время съёмки, необычные ракурсы, широко применял крупные планы, использовал съёмку сквозь «газовую» материю для создания «туманного» изображения. Он придавал огромное значение композиции кадра, выстраивая декорации и натурные съёмки с художественной выразительностью классических живописных полотен, использовал движение камеры для расширения пространства кадра и достижения драматического эффекта. Художественные находки и выдающаяся работоспособность Бауэра создали ему репутацию ведущего режиссёра российского кинематографа.
Жорж Садуль назвал его «первым настоящим кинематографическим художником не только в России, но, пожалуй, во всём мире», а его фильмы — «живописью в движении». Нея Зоркая считала, что его имя по праву должно стоять рядом с именами Дэвида Уорка Гриффита, Луи Фейада, Виктора Шестрома, Мориса Штиллера и других творцов из первой десятки «Великого немого».

## Избранная фильмография
- 1913 — Дядюшкина квартира (совместно с Петром Чардыниным)
- 1913 — Кровавая слава
- 1913 — Лесная сказка
- 1913 — Сумерки женской души
- 1914 — Вот мчится тройка почтовая
- 1914 — Вольная птица
- 1914 — Дитя большого города
- 1914 — Её геройский подвиг
- 1914 — Жизнь в смерти
- 1914 — Немые свидетели
- 1914 — Слава — нам, смерть — врагам
- 1914 — Слёзы
- 1914 — Злая ночь
- 1915 — Грёзы
- 1915 — Жемчужное ожерелье
- 1915 — Дети века
- 1915 — Леон Дрей
- 1915 — Обожжённые крылья
- 1915 — Песнь торжествующей любви
- 1915 — Покоритель женских сердец
- 1915 — После смерти
- 1915 — Счастье вечной ночи
- 1915 — Тысяча вторая хитрость
- 1915 — Ирина Кирсанова
- 1915 — Братья Борис и Глеб
- 1915 — Я — царь, я — раб, я — червь, я — Бог
- 1915 — Убийство балерины Пламеневой
- 1916 — Невеста студента Певцова
- 1916 — Человеческие бездны
- 1916 — Ямщик, не гони лошадей
- 1916 — Одна из многих
- 1916 — Лунная красавица
- 1916 — Приключение Лины в Сочи
- 1916 — Гриф старого борца
- 1916 — Сказка синего моря
- 1916 — Сёстры Бронские
- 1916 — Жизнь за жизнь
- 1916 — Загадочный мир
- 1916 — Королева экрана
- 1916 — Разорванные цепи
- 1916 — Нина
- 1916 — Нелли Раинцева
- 1916 — Колдунья
- 1917 — Король Парижа
- 1917 — Набат
- 1917 — Революционер
- 1917 — Умирающий лебедь
- 1917 — За счастьем (не успел закончить)